# Lukas Holste

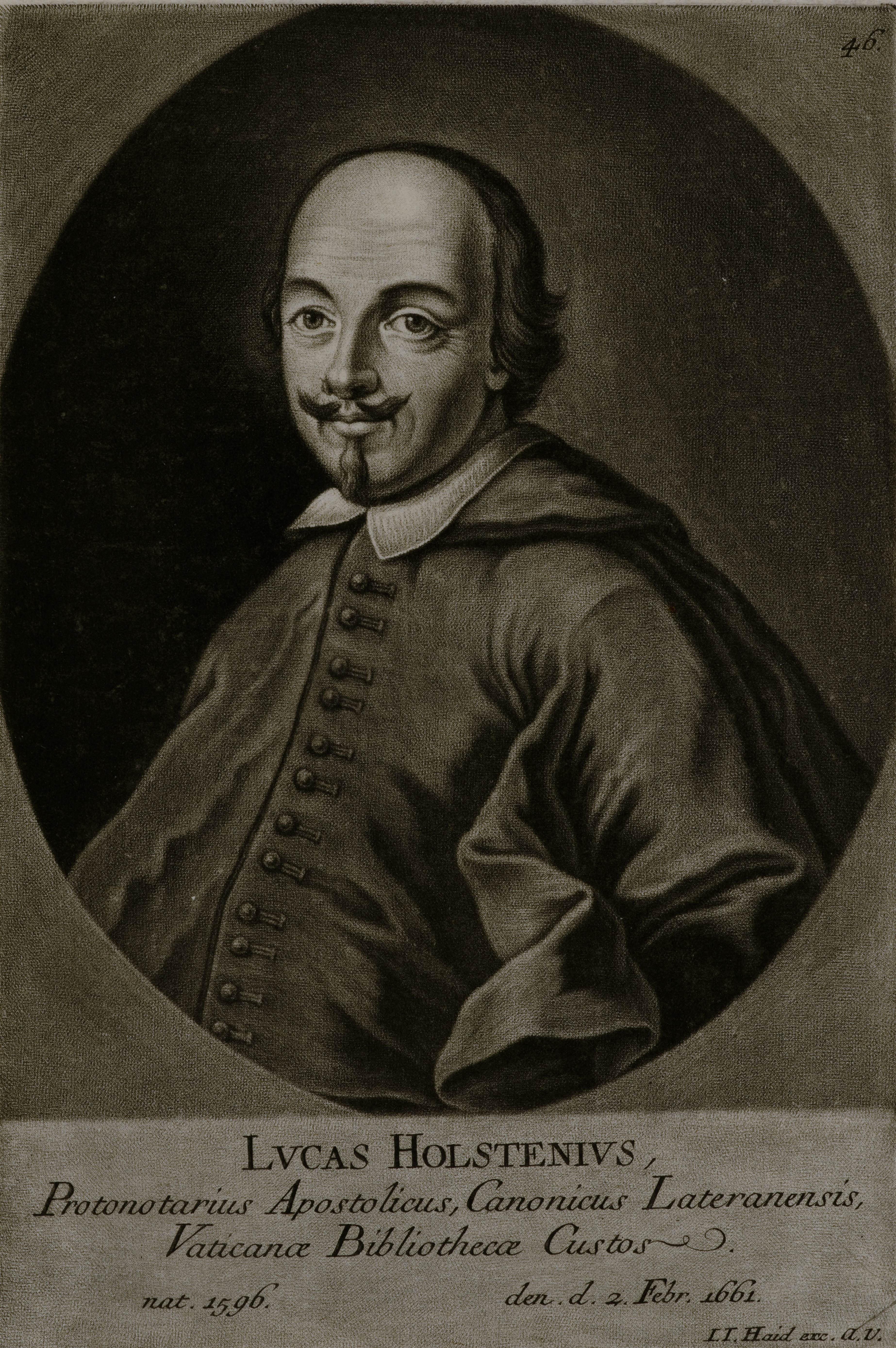
Lucas Holstenius, Radierung von Johann Jacob Haid (1740)

Lukas Holste, latinisiert  Lucas Holstenius (* 27. September 1596 in Hamburg; † 2. Februar 1661 in Rom) war ein humanistischer Gelehrter, Bibliothekar und Geograph.

## Leben
Holste, sechstes Kind des Hamburger Färbers Peter Holste, erhielt seine Schulausbildung in Hamburg. Danach schrieb er sich – nach kurzen Studienaufenthalten an der Universität Rostock (1614) und dem Akademischen Gymnasium Hamburg – an der Universität Leiden ein, an der damals die Humanisten Gerhard Johannes Vossius, Daniel Heinsius, Johannes van Meurs, Petrus Scriverius und Joseph Justus Scaliger lehrten.
Eine Reise von 1618 nach Italien und nach Sizilien, aus finanziellen Gründen weitgehend zu Fuß, in Begleitung Philipp Clüvers, des Begründers der historischen Geographie, regte ihn an, sich intensiver mit der Geographie zu beschäftigen. Nach seiner Rückkehr mit kurzen Aufenthalten in Leiden und Hamburg begab er sich 1622 nach England, wo er seine geographischen Studien fortsetzte. 1624 hielt er sich in Paris auf, wo er Bibliothekar des französischen Staatsmanns Jean-Jacques de Mesmes wurde. Über de Mesmes kam er in Kontakt zu dem Gelehrten Fabri de Peiresc. Um diese Zeit konvertierte er zum Katholizismus.

1627 reiste er nach Rom, wo er durch die Vermittlung Peirescs eine Stelle am Hof des Kardinalnepoten Francesco Barberini erhielt. 1636 wurde er Bibliothekar des Kardinals und bald darauf von Papst Urban VIII. zum päpstlichen Konsistorialsekretär und Apostolischen Protonotar ernannt. Am 18. Juni 1638 wurde er in Perugia zum Doktor beider Rechte promoviert. Unter Papst Innozenz X. wurde er 1653 Leiter der Vatikanischen Bibliothek.

Die Päpste betrauten ihn mit wichtigen diplomatischen und innerkirchlichen Aufgaben. So betreute Holste die Konversion der schwedischen Königin Christine von Schweden, des Landgrafen Friedrich von Hessen-Darmstadt und des dänischen Grafen Christoph von Rantzau zum Katholizismus. Seine diplomatischen Reisen nutzte er zum Ausbau eines umfangreichen wissenschaftlichen Schriftverkehrs und zur Weiterführung seiner Forschungstätigkeit. Seine Hauptthemen blieben neben der Geographie die Philosophie, vor allem der Neuplatonismus, die griechische und lateinische Patristik und die Papstgeschichte. Bei seinen Forschungen im Kloster Santa Croce in Gerusalemme entdeckte er 1640 den Liber Diurnus, der Akten der päpstlichen Kanzlei aus dem siebten bis zum Ende des neunten Jahrhunderts enthält. Holste bereitete die Papiere für den Druck vor, durfte sie aber auf Anordnung von Alexander VII. nicht veröffentlichen. Vor allem die enthaltenen Dokumente zur Honoriusfrage galten als theologisch und kirchenrechtlich heikel.

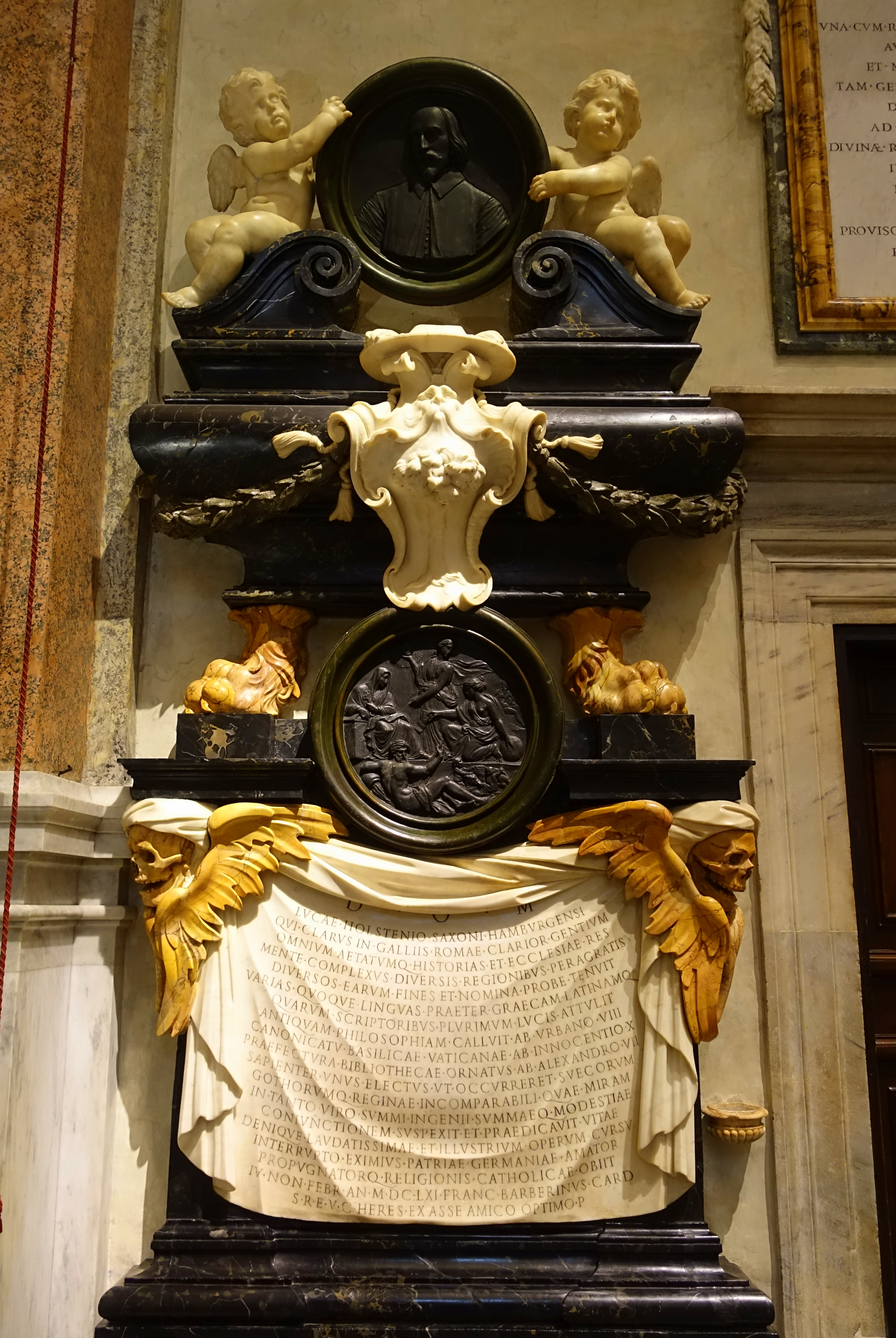
Denkmal für Lukas Holste in der Kirche Santa Maria dell’Anima in Rom

In den Auseinandersetzungen um Galilei gehörte Holste zur Partei seiner Befürworter. Als Urban VIII. das Verbot erließ, Galilei ein Denkmal zu setzen, nannte Holste Galilei einen göttlichen Menschen, dessen Glanz die Gesamtheit der übrigen Naturphilosophen ausgestochen habe.
Holste starb am 2. Februar 1661 und wurde in der Kirche der deutschsprachigen katholischen Gemeinde in Rom, Santa Maria dell’Anima begraben.

## Postume Publikationen und Nachlass
Neben den zu Lebzeiten veröffentlichten Werken erschienen zwei der wichtigsten Werke Holstes erst postum. Im Jahr 1662 erschien unter dem Titel Collectio Romana bipartita eine von ihm aus zahlreichen Handschriften zusammengestellte Ausgabe von spätantiken und mittelalterlichen Kirchenrechtsquellen, darunter viele zuvor ungedruckte Papstbriefe und kanonische Sammlungen (z. B. die editio princeps der Collectio Thessalonicensis). Erst im 18. Jahrhundert erschien seine Ausgabe des Liber diurnus, an der Holste bis kurz vor seinem Tod gearbeitet hatte und die 1661 größtenteils auch schon gedruckt worden war.
Seine private Bibliothek von über 3000 Bänden hinterließ er nicht der Bibliotheca Vaticana, deren Leiter er so lange gewesen war, sondern der Biblioteca Angelica, eine vom Orden der Augustiner betriebene Bibliothek, die schon seit 1605 öffentlich zugänglich gemacht worden war und als Zentrum für Wissenschaft und Forschung galt.
Einen Teil seiner Handschriften vermachte er seiner Vaterstadt Hamburg. Sein Album amicorum mit Einträgen aus den Jahren 1616 bis 1623 kam über seinen Neffen Peter Lambeck in die Österreichische Nationalbibliothek, wo es als Cod. 9660 verwahrt wird.

## Werke (Ausgaben)
- Collectio Romana bipartita veterum aliquot historiae ecclesiasticae monumentorum. typis Iacobi Dragondelli, [Rom] 1662; Digitalisat
- Liber diurnus Romanorum Pontificum ex antiquissimo codice ms. nunc primum in lucem editus. typis Josephini Vannacci, Rom 1658 [nach 1724]; Digitalisat.